# UIN
UIN znamená Unique Identification Number nebo také Unified Identification Number. Termín byl zaveden firmou Mirabilis jako jedinečné identifikační číslo každého uživatele ICQ (číslo je přiděleno po registraci). Od vydání ICQ 6 je možné přihlašovat se i pomocí emailu uvedeného při registraci. Emailová adresa začala být přidružována také z důvodu častých krádeží atraktivních UIN čísel.